# پرچم بریتانیا
پرچم بریتانیا (به انگلیسی: Flag of the United Kingdom) یا پرچم اتحاد (به انگلیسی: The Union Flag) یا نشان اتحاد (به انگلیسی: The Union Jack)، پرچم رسمی کشور بریتانیا و ایرلند شمالی است.
این پرچم مشهور پس از تشکیل کشور پادشاهی متحد در سال ۱۷۰۷ میلادی در پی اتحاد پادشاهی انگلستان (شامل انگلستان و ولز) با پادشاهی اسکاتلند به وجود آمد. در سده ۱۹ میلادی، نشان پرچم ایرلند نیز به آن اضافه شد.

## ترکیب پرچم
پرچم بریتانیا از ترکیب پرچم‌های سه کشور اصلی در پادشاهی متحد ایجاد شده‌است:
- پرچم اسکاتلند یا صلیب سنت اندریاس: زمینه آبی، صلیب ضربدری سفید اندریاس قدیس
- پرچم انگلستان یا صلیب سنت جرج: زمینه سفید، صلیب قرمز سنت جرج
- پرچم ایرلند شمالی یا صلیب سنت پاتریک: با زمینه سفید و صلیب قرمز؛ گرچه این پرچم هیچگاه مستقلاً به عنوان پرچم ایرلند شمالی بکار نرفته‌است.

نسبت تناسب پرچم بریتانیا ۱:۲ است اما در ارتش بریتانیا از نسبت ۳:۵ استفاده می‌شود.

## گسترهٔ استفاده
نقش پرچم بریتانیا در طول ۳۰۰ سال گذشته در پرچم‌های کشورهای بسیاری از جمله هند، استرالیا، زلاندنو، قبرس، آمریکا، فلسطین، کنیا، نیجریه، سیلان، جامائیکا، کانادا و سنگاپور وجود داشته‌است. در سال ۱۹۹۹ پس از تبدیل هنگ کنگ بریتانیا به هنگ کنگ چین، نقش پرچم بریتانیا از پرچم هنگ کنگ پاک شد.
پرچم اتحاد پراستفاده و معروف‌ترین پرچم در سراسر جهان است که به واسطه امپراتوری بریتانیا گسترش یافت. در گذشته بر روی پرچم‌های زیادی از مناطق جهان بود. هم‌اکنون پرچم اتحاد در بالای سمت چپ پرچم‌های آنگویلا، استرالیا، آکراتاری و داکیلیا، جزیره اسنشن، برمودا، قلمرو جنوبگان بریتانیا، قلمرو بریتانیا در اقیانوس هند، جزایر ویرجین بریتانیا، جزایر کیمن، جزایر فالکلند، مونتسرات، جزایر پیت‌کرن، سنت هلن، جزایر جورجیای جنوبی و ساندویچ جنوبی، تریستان دا کونا، جزایر تورکس و کایکوس، نیوزیلند و ایالت‌های هاوایی، بریتیش کلمبیا، منیتوبا و انتاریو ترسیم شده‌است.